# Leeon Jones
Leeon Henry Jones (nascido em 12 de maio de 1993) é um ator britânico.
Sua estreia no cinema foi 2011 no filme Attack the Block, de Joe Cornish.